# Kaseifu no Mita
Kaseifu no Mita (Mita la governante) è un dorama stagionale autunnale prodotto e mandato in onda in 11 puntate da Nippon Television nel 2011.

## Protagonisti

### Agenzia Harumi
- Nanako Matsushima - Mita Akari
- Yumi Shirakawa - Harumi Akemi

### Famiglia Hasuda
- Hiroki Hasegawa - Asuda Keiichi
- Shiori Kutsuna - Asuda Yui
- Taishi Nakagawa - Asuda Kakeru
- Shuto Ayabe - Asuda Kaito
- Miyu Honda - Asuda Kii
- Yuko Daike - Asuda Nagiko

### Famiglia Yuki
- Saki Aibu - Yuki Urara
- Sei Hiraizumi - Yuki Yoshiyuki

### Altri
- Hitomi Sato - Minagawa Mariko
- Maho Nonami - Kazama Mie
- Shusuke Saito - Ozawa Takuya
- Shota Nakanishi - Minagawa Tsubasa
- Noeru Iida (ep3)
- Takaaki Kuwashiro (ep5)

## Sigla
Yasashiku Naritai di Kazuyoshi Saito